# گروه رویال کاریبین
گروه رویال کاریبین (انگلیسی: Royal Caribbean Group) شرکت گردشگری آمریکایی است، که در سال ۱۹۹۷ تأسیس شد.